# Pödinghausen
Pödinghausen is een plaats in het zuiden van de Duitse gemeente Enger, deelstaat Noordrijn-Westfalen, en telt 2.105 inwoners (31 december 2019).

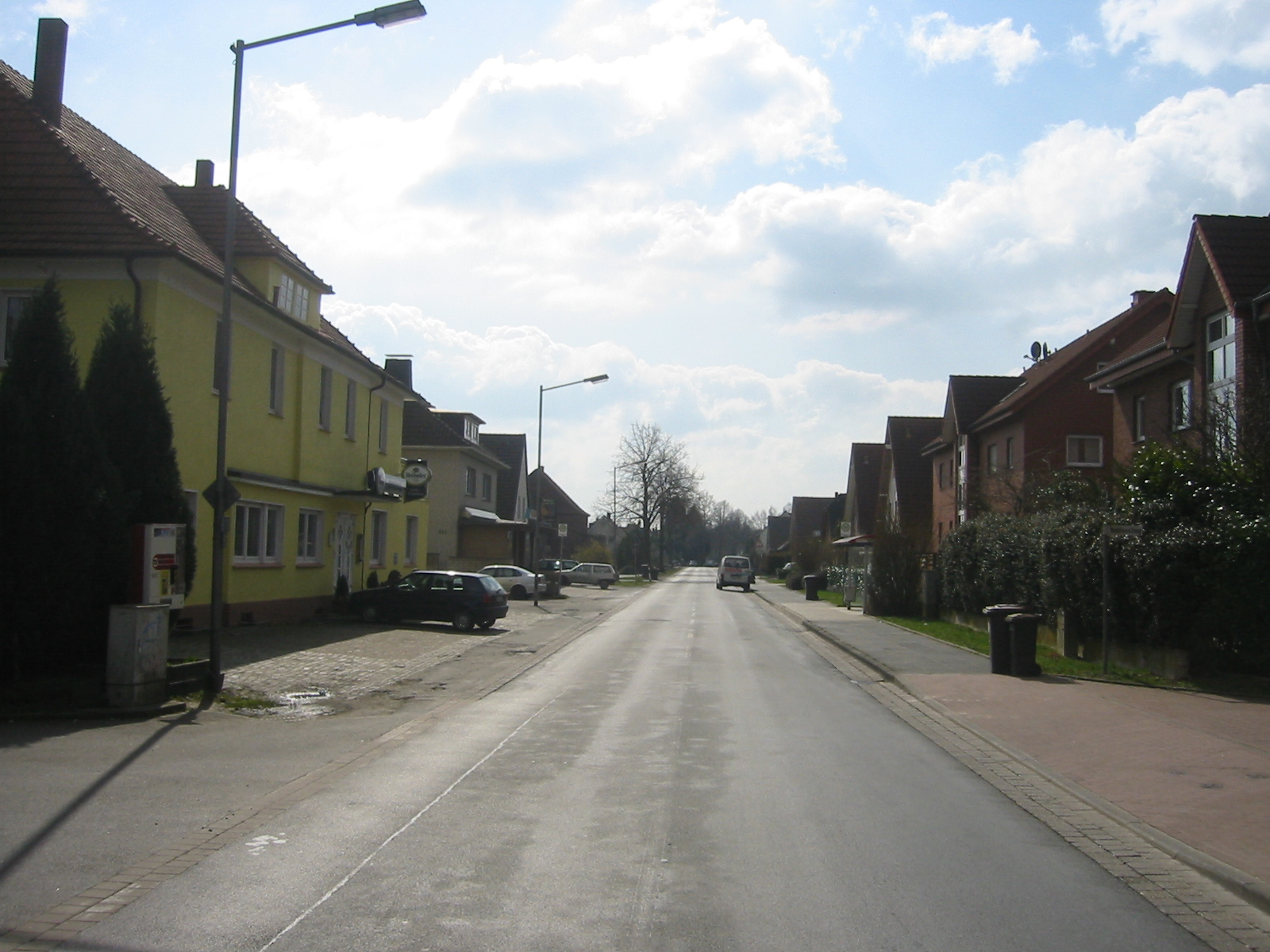
Dorpsgezicht

Dicht bij het dorp ligt bedrijventerrein Enger Süd.